# Mars Gremmen
Mars Gremmen (Nijmegen, 12 februari 1969) is een Nederlands striptekenaar en -scenarist.

## Carrière
In 1994 maakte Gremmen zijn debuut als stripmaker in Sjors en Sjimmie Stripblad met de strookjesstrip Meneer Foutjes (op tekst van Kees de Boer) en scenario’s voor de strip Sjors en Sjimmie. Later gevolgd door de driepaginastrip Trix, een tweetal afleveringen De Familie Fortuin (samen met Peter de Wit) en de gagstrip Popi de clown.
Voor het jeugdblad Hello You! tekende hij Captain Tom And His Mom en The Girl Is Mine!/Ze is van mij! Andere strips die Gremmen maakte zijn De ontdekkers (National Geographic Junior), Mac & Maggie (MacFan, Eppo stripblad), De red@ctie (Veronica Magazine, Eppo stripblad) en Mars rekent af met... (samen met Ger Apeldoorn) (Mad Magazine). Voor een Eppo-Pep-special maakte hij eenmalig een aflevering van De generaal. Voor Eppo stripblad maakte hij eenmalig een vierpaginaverhaal van Agent 327.
Gremmen ontwierp enkele karikaturen voor Café De Wereld, een onderdeel van het televisieprogramma De Wereld Draait Door en maakte verschillende illustraties voor Veronica Magazine. Voor de film Tom en Thomas van Esmé Lammers tekende hij het storyboard. Via Comic House maakt hij in opdracht illustratie- en reclamewerk. Bij Studio Jan van Haasteren tekent hij puzzelprenten voor Jumbo.

## Prijzen
- 2016 Stripschappenning, categorie beste jeugdalbum, voor De ontdekkers deel 1 en 2

### Albums
- Meneer Foutjes, 1998, Big Balloon
- The Girl Is Mine!, 2004, Silvester
- Mac & Maggie, 2009, Divo
- Trix 1, 2013, Strip2000
- Trix 2, 2013, Strip2000
- Ze is van mij! 1, 2014, Strip2000
- Ze is van mij! 2, 2014, Strip2000
- De ontdekkers 1, 2015, Strip2000
- De ontdekkers 2, 2015, Strip2000